# みごろ!たべごろ!笑いごろ!
『みごろ!たべごろ!笑いごろ!』（みごろ!たべごろ!わらいごろ!）は、1976年10月11日から1978年3月27日までNET系列局（一部の系列局を除く、NETは1977年4月に全国朝日放送（当時の通称：テレビ朝日）に社名変更）で放送されたバラエティ番組である。企画・制作は渡辺プロダクション。放送時間は毎週月曜 20:00 - 20:54 (JST) 。
ここでは、1978年4月から1979年3月まで同系列局で放送された後継番組『みごろ!ゴロゴロ!大放送!!』についても記載する。

## 概要
当時人気絶頂だったアイドルグループキャンディーズをメインに、伊東四朗と小松政夫を絡めたコントメインのバラエティ番組として立ち上げられた。また、コントの箸休めとして、キャンディーズや加山雄三による非コントコーナーも設定された。
漫画家の石森章太郎（後の石ノ森章太郎）がこの番組のためにデザインしたキャラクターデンセンマンが、デンセン音頭を踊って人気を博した。その後、西田敏行と、海援隊（武田鉄矢・中牟田俊男・千葉和臣）をレギュラーに加えたりするという小変更を行っている。
高い視聴率を誇ったが日本PTA全国協議会には「低俗テレビ番組」と目されており、1978年に発表された子供に見せたくない番組「ワースト7」の中にランキングされている。
1978年4月、メイン出演者だったキャンディーズが解散のため降板、さらに加山雄三も降板させ、代わりにミュージカル女優の木の実ナナを加え、タイトルを『みごろ!ゴロゴロ!大放送!!』に変更。武田鉄矢と西田敏行を前面に推しだし、放送局のオープニングからクロージングまでの流れをパロディ化した内容にリニューアルされた（他番組パロディが多いのはこのため。オープニングでは新聞の番組表に似せたタイムテーブルのロールテロップが出、クロージングも制作された）が、1979年3月をもって終了した。

## 出演者
- 加山雄三
- 伊東四朗
- 小松政夫
- キャンディーズ
- 秋野暢子
- ばってん荒川
- 東八郎
- 西田敏行
- 武田鉄矢（海援隊）
- 千葉和臣（海援隊）
- 中牟田俊男（海援隊）
- 木の実ナナ
- ザ・ハンダース
- 荒井注
- ピーター
- 長内美那子
- 石井愃一
- 三木まうす（のちの佐渡稔）
- 長谷川憬（のちの長谷川初範、「めざめれば秋」に出演[2]）
- いそがしバンド（のちのビジーフォー）
- ムキムキマン（対馬誠二）
- フィーバー（渡井なおみ、岡広いづみ、北川まゆみ。本番組中で行われた「二代目キャンディーズ」のオーディションにて、1978年6月の最終選考で選ばれた三人[3]）
- 石川ひとみ（みごろ!ゴロゴロ!大放送!!の紙芝居コーナーに出演）
- ほか

## 登場キャラクター
- デンセンマン
- しらけ鳥
- ジルディ・マンボツイスト・バンプ
- ベンジャミン伊東

## 主なコーナー
悪ガキ一家の鬼かあちゃん
伊東四朗が母親、小松政夫とキャンディーズが息子（ラン・スー）「役名はラン助とスー吉」と娘（ミキ）「役名はミキ子」役の設定であるコント。小松は、母親やキャンディーズ扮する兄弟達からいじめられるが、母親と二人きりになると「実はお前が一番可愛い」と慰められ、そこから2人のやり取りが始まる。しかし、キャンディーズ達が戻ると途端に態度が一変し、小松を再度しゃもじで頭を叩いたうえに、「この大バカ!」とどなる。締めは全員が去って暗転した中、小松にピンスポットが当たり、「酷うございますぅー」と泣き崩れて終わる。
キャンディーズ解散が公表された後は、ミキ、スー、ランの順にオチとなるネタを出し、ランだけがこけて場を白けさせ、その空気に耐えかねたランが柱に寄りかかって泣き出すと、ミキとスー「ラーン、私たちには時間が無いのよ！」と駆け寄って励まし、「さぁ、笑って」と元気づけるとランが「うん」と顔を上げて笑顔でうなずくといったミニコントを行うことが定番となった。この際に蘭が述べた「私、のー（どう）したらいいの。」という件が当時流行語になった。
このミニコントは「ドリフ大爆笑」など他の番組でも行われた。また、顔を上げたランが柱にかけられた小さなくす玉を割ると、中から「打倒竹下景子」という垂れ幕が下がるというパターンもあった。当時伊藤蘭は、解散後女優になることを表明しており、人気女優であった竹下景子の名を使ったものと思われる。
キャンディーズ解散後は後継者として6人の候補者から3人が選ばれ、「フィーバー」とグループ名が付けられた。
しらけ鳥音頭
上記「悪ガキ一家の鬼かあちゃん」コーナー内で母親（伊東四朗）と政太郎（小松政夫）が会話中に場が白けると政太郎が突然右手にしらけ鳥のパペットを持って「しらけ鳥音頭」を歌いだす。後に小松の歌にのせてしらけ鳥の着ぐるみが踊ったり、挙句の果てには巨大化したしらけ鳥が街を破壊しながら踊る「怪鳥！しらけ鳥」という特撮コーナーまで出来た。
本番組の放送と同時期に小松は『ドリフ大爆笑』（フジテレビ）でも「しらけ鳥音頭」を歌ったことがある。このときは「交通違反」にちなんだコントで、人の交通違反の処罰を押し付けられた小松が、その状況を嘆いて歌った。
デンセンマンだよ!電線音頭
まず前振りとしてキャンディーズが、その師匠役の設定である東八郎に礼儀作法や日本舞踊を教わるコーナーがあり、そこへ伊東四朗扮するベンジャミン伊東(初回はジャック伊東と自ら名乗る)と電線軍団が乱入して電線音頭を踊るコーナーに早変わりする。司会者の小松政夫がベンジャミン伊東を紹介すると伊東が「人の迷惑かえりみず、やって来ました電線軍団！」と口上を述べる。そしてお立ち台としてセットされた炬燵の上で1人ずつ踊っていく。数人が踊った後にデンセンマンが稲光とともに華々しく登場し、電線音頭を踊って何処ともなく去ってしまう。
後にこのコーナーは出張版（ロケ構成）や、デンセンマンが悪玉と戦うもの、ベンジャミン伊東が途中夢想状態に陥り、その中で現れたジルディと「恋のフーガ」（ザ・ピーナッツ）のメロディーに合わせダンスを踊るものなど、デンセンマンシリーズ数編が制作された。
キャンディーズ主演ドラマ第1作「美しき伝説」→第2作「目覚めれば秋」
キャンディーズ主演の連続スポ根ドラマ（短編）。第1作目「美しき伝説」はバレーボールを、第2作目「めざめれば秋」は柔道を題材としている。ともに昭和9年会のメンバーである森岡賢一郎と森山周一郎が、それぞれ劇伴音楽、ナレーションを担当。主題歌は第1作は「卒業」、第2作は「悲しきためいき」（歌はともにキャンディーズ）。超がつくシリアスドラマで、特に第1作は余命いくばくもない選手の物語である。
童謡大全集
タキシードを着たキャンディーズが童謡を歌うコーナー。ミキとスーは真面目に歌うがランだけ異様に絶叫して歌い、二人から冷たい視線を浴びる。冠タイトルが付けられており、キャンディーズ主演の時期には「キャンディーズ・童謡大全集」と、フィーバー主演の時期には「トン・チン・カン・童謡大全集」となる。
暢子・四朗のピンピンピン
フジテレビ『ママとあそぼう!ピンポンパン』のパロディコント。秋野暢子がお姉さん、伊東四朗がお兄さん役で出演した。コーナーオープニングは「集まりましたまんねん、集まりましたまんねん、集まりましたまーんねん!」と3回唱える。本家のオープニングテーマソングの一節「集まりましたー、集まりましたー、集まりまーしたーよっ!」をアレンジしたコールになっている。これは、酒井ゆきえがお姉さん時代のオープニングテーマであった。タイトルは『ピンポンパン』の立派なパロディだが、内容的に見れば、同番組の大人向けトークに仕上がっている。出演者も秋野暢子と伊東四朗のみで、本家のような大人数の出演者は起用しなかった。セットも本家とそっくりであり、同番組からの一部流用もある。「ピンポンパン体操」のパロディ「ピンピンピン体操」も存在したが、なぜか「げんこつ山のたぬきさん」のラストを「ピン、ピン、ピン」と歌うものだった。後にお姉さん役が秋野暢子から二木てるみに交代すると「ピンピンピン体操」は森進一が持ち込んだ設定でのわらべうた「ヒッテさんとハッテさん」に突然変更された。「♪ちょいとひきもどし」まではそのままの歌詞とほぼ同等な曲調だったが、以降アレンジが挿入され最後はやはりピンピンピンだった。なおデンセンマンが人気になってくると、当コーナーで「山寺の和尚さん」をアレンジした替え歌「ピッカリピンピン」も披露されている。
若大将コーナー
加山雄三の歌とテレビエッセイ。加山雄三所有の光進丸船上で収録されたロケ構成。
若大将とハゲ大将
加山雄三と荒井注が船上で釣りをしながら掛け合いのトークをする内容。
若大将とカバ大将
上記の加山によるコーナーには笑いの要素がいっさい無いため、テコ入れの意味も兼ねて内容を一新。コメディリリーフに、西田敏行が敵役「カバ大将」として登場。加山と何かと張り合った。のちに加山・西田共通の敵役として武田鉄矢が「イモ大将」として登場。三つ巴の音楽バラエティとなった。加山の主演映画「若大将シリーズ」を使ったもの。
三文オペラ
上記の加山によるコーナーを一新させ、加山は降板。西田と武田が主役となり、マドンナ役に木の実ナナが登場。脇を、武田と同じ海援隊メンバーである千葉と中牟田、それに大阪から応援出演のセントバーナード犬のぬいぐるみ「伝次郎」（中の人は関西テレビ『さんまのまんま』の「まんまちゃん」と同じ）が固めた。エンディングは木の実のヒット曲「うぬぼれワルツ」で、ゲタ投げによるデタラメな天気予報がテロップに乗った。
パンダ 奥様愛の劇場
フジテレビ『ライオン奥様劇場』およびTBS『花王 愛の劇場』をパロディ化したドラマ。『みごろ!ゴロゴロ!大放送!!』移行後に放送された。実際に昼メロでヒロインを務めたことのある女優（例として稲垣美穂子、長内美那子など）が主演し、相手役は毎回伊東四朗が務めた。コーナー冒頭では、ジャイアントパンダの映像に「パンダ、パンダ、パ・ン・ダー♪」という男声コーラスが合わさる、本来の意味を成さないオープニングキャッチが流れていた（これはライオン油脂・ライオン歯磨＝当時＝のそれのパロディである）。延々とあらすじがなぞられ、肝心の本編は極めて短時間であり、アクセントを高めて「つづく!!」と言ってオチをつける。オープニングとあらすじだけで「つづく!!」になった時期もある。
12時のあなた
同局『アフタヌーンショー』、フジテレビ『3時のあなた』といった、いわゆる「昼のワイドショー」のパロディコント。『みごろ!ゴロゴロ!大放送!!』移行後に放送された。武田鉄矢と小林一枝（当時テレビ朝日アナウンサー）が司会役となり、事件レポートや、話題の人のインタビュー、さらには生CM（「透明食品」の「透明焼きそば」、「北極製氷」の「ホット氷」、「日本千倍公社」の「すいがら」など）をコント仕立てに行った。話題の人物インタビューは長内美那子が、長島茂雄や江川卓などの著名人を模した衣装で登場して、それらの人物になりきってインタビューに応じる形式であった。。
また、テーマ曲を流しているときにワイドショーに付きものの生放送ならではのハプニングとして、テーマ音楽が突然おかしくなったと思いきや、テープが変になっていた（もちろん、コントであるため、面白おかしくするために、意図的にやっていた）、最後に武田が「それでは、チャオ」と言ってしめる。
3児のわたし
一般視聴者参加のミニコーナー。『みごろ!ゴロゴロ!大放送!!』移行後に放送された。内容は街頭インタビュー風のつくりで、母親がタイトルコーナー名の鼻歌（この曲はリズムは『3時のあなた』のテーマ曲に酷似していたがメロディは別）を歌った後、出演している3人の子どもの名前を順にカメラに紹介して4人で手を振る、というものであった。コーナータイトルは、『3時のあなた』に、「3人の児童＝3児、抱える母親＝わたし」を掛けあわせた。
水戸拷問
いそがしバンド（のちのビジーフォー）による、TBS『水戸黄門』をパロディ化したショートコント。『みごろ!ゴロゴロ!大放送!!』移行後に放送された。冒頭で「再放送劇場　水戸黄門」・「徳川葵」のテロップが表示された後、助さん（スリム冬樹（のちのモト冬樹））・格さん（高田裕三（のちのグッチ裕三））が道中で悪代官（島田与作）に絡まれて、黄門様（ウガンダ・トラ）に助けを求めるというもの。ところが黄門様は、助けるどころか一発ギャグやリアクションを披露しては場の空気を悪くするため、他の3人に袋叩きや水をかけられたりして「水戸黄門拷問　つづく　－いそがしバンド－」というテロップ表示でオチを付ける。
太陽にほえたい!(「太陽にほえろ!」のパロディのミニドラマ）

## その他
この番組の開始以前、桂三枝（現・六代桂文枝）をメインに据えた『ドカンと一発60分!』が放送されていた。東京キー局制作による三枝番組の第一号で、三枝も相当注力していたが、視聴率が振るわないうえに、芸人をトラの檻に入れるドッキリ企画で非難を浴び、番組は打ち切られた。三枝が考案した「電線音頭」はこの番組に引き継がれたが、「電線音頭」がこの番組でブレイクしたことを、三枝は相当悔しがったという。
加山雄三とナベプロという、一見あまりつながりのなさそうな取り合わせについては、加山が「若大将シリーズ」で売り出していた頃からの長い付き合いで、加山は東宝専属俳優であったと同時に、ミュージシャンとしてはナベプロとも契約していた（加山の楽曲の管理は、ナベプロ傘下の渡辺音楽出版が行なっていた）。なお番組冒頭で加山がボート上でトークしてからオープニングとなっていた。
デンセンマンのスーツアクターとして、当時番組のADだった森昌行（現：オフィス北野代表取締役社長）や秋山武史（のちに俳優に転身）などがデンセンマンを演じていた。構成は基本的に台本に忠実で、アドリブはほとんど無かった。
2005年に、同番組とタイアップしたパチンコ機「CRデンセンマン」が、ニューギンより登場した。
番組を収録したDVDBOXが、6巻まで発売されている。発売元はポリドール映像販売（ユニバーサルミュージック）。BOX1は2004年12月に発売、BOX2は2005年2月に発売、BOX3は2005年4月に発売された。2010年4月に、上記のDVD素材をデジタルリマスタリングにより高画質ステレオ音源化したBlu-ray BOX「みごろ!たべごろ!笑いごろ!! キャンディーズ プレミアムBOX」が発売された。

## スタッフ
- 作・構成：田村隆、松原敏春
- 音楽：森岡賢一郎、渡辺茂樹
- 振付：西条満
- 技術：柳原成
- カメラ：近藤弘志
- 音声：長谷川茂
- 照明：五十嵐和昭
- VTR：田中秀明
- カラー調整：柳田正憲
- VTR編集：一戸鮎美
- 音響効果：佐藤僖純
- 美術制作：佐藤隆男
- セットデザイン：梢健児
- ディレクター：上村達也
- 制作担当：中村延義
- 演出：小杉潤
- プロデューサー：前原雅勝（渡辺プロ）、皇達也（NET→テレビ朝日）
- 制作協力：東通、日活スタジオ
- 企画制作：渡辺プロダクション

## ネット局
- 日本教育テレビ（NETテレビ）→テレビ朝日：月曜 20:00 - 20:54
- 北海道テレビ放送：月曜 20:00 - 20:54[5]
- 青森放送：土曜 15:00 - 15:55[6]
- 秋田放送：火曜 16:00 - 17:00
- 山形テレビ：土曜 12:00 - 12:55[7]
- 東日本放送：月曜 20:00 - 20:55[8]
- 福島中央テレビ：土曜 16:00 - 16:55（1977年7月 - 9月）[9]→ 日曜 16:00 - 16:55（1978年4月 - 9月）→　日曜 15:45 - 16:40（1978年10月 - 1979年4月）[10] [注釈 1]
- 新潟総合テレビ：水曜 15:55 - 16:50[11]
- 長野放送：土曜 12:00 - 12:55（1977年1月時点）[12] → 　日曜 12:00 - 12:55（1977年9月時点、1978年時点）[13][14]
- 山梨放送：土曜 16:25 - 17:20[15]
- テレビ静岡：土曜 13:00 - 14:00（1978年6月まで）
  - 静岡けんみんテレビ：土曜 14:30 - 15:30
- 石川テレビ：日曜 9:30 - 10:30[16]
- 福井テレビ：土曜 14:30 - 15:25[17]
- 名古屋テレビ：月曜 20:00 - 20:54[18]
- 朝日放送：月曜 20:00 - 20:54[19]
- 山陰中央テレビ：日曜 12:30 - 13:30[20]
- 山口放送：土曜 13:30 - 14:30
- 岡山放送：月曜 20:00 - 20:54[21]
- 広島ホームテレビ：月曜 20:00 - 20:54[21]
- 瀬戸内海放送：月曜 20:00 - 20:54[21]
- テレビ愛媛：日曜 12:00 - 12:55[22]
- 九州朝日放送：月曜 20:00 - 20:54[23]
- テレビ熊本：火曜（月曜深夜）0:30 - 1:25（1976年12月時点）[24] → 日曜 16:00 - 16:55（1977年から）[23]
- テレビ宮崎：水曜 16:00 - 16:55[25]（1976年12月8日放送開始[26]）
- 鹿児島テレビ：日曜 10:00 - 10:55[25]
- 琉球放送：土曜 16:00 - 16:55[27]